# جايسون ديفيدسون
جايسون ديفيدسون (21 مايو 1993 بويندهوك في ناميبيا - ) (بالإنجليزية: Jason Davidson)‏ هو لاعب كريكت ناميبي. شارك مع منتخب ناميبيا الوطني للكريكت.

## وصلات خارجية
- جايسون ديفيدسون على موقع إي آس بي آن كريك إنفو (الإنجليزية)